# Diano Calderina
Diano Calderina è una frazione di 62 abitanti del comune di Diano Marina, in provincia di Imperia, già comune autonomo fino al 1923.
È uno dei borghi della valle Dianese, distante dal capoluogo comunale circa 2 km e dal capoluogo di provincia circa 7 km, ubicato a 70 m sul livello del mare.

## Geografia
Il comune di Diano Calderina occupava la parte collinare dell'attuale comune di Diano Marina e comprendeva, oltre allo stesso abitato, le frazioni di Muratori, Serreta e Gorleri. Ad Est il confine seguiva il corso del rio Varcavello e rio Maimona (verso i comuni di Diano e Castello); a Nord e Ovest il confine era segnato dalla Via di Savoia che lo separava dall'allora comune di Oneglia; a Sud, verso Diano Marina, il confine appariva assai variegato tendendo a seguire prevalentemente strade, sentieri o piccoli rii.

## Storia
Come gli altri agglomerati frazionari del territorio dianese, Diano Calderina seguì principalmente le sorti storiche di Diano Marina e, a sua volta, del borgo di Diano Castello. Abitato già dall'epoca preistorica, e poi dai Liguri Ingauni, questa zona rientrò nel periodo medievale tra i possedimenti feudali dei marchesi di Clavesana e, successivamente al 1199, anche la comunità di Diano Calderina fece parte della Communitas Diani: l'unione di diversi centri della valle del Diano e del golfo che nel 1228 divenne parte integrante della Repubblica di Genova seguendone le sorti assieme al capoluogo dianese.
Caduta la repubblica genovese nel 1797, la nuova municipalità di Diano Calderina rientrò dal 2 dicembre 1797 nella Repubblica Ligure. Dal 28 aprile del 1798 fece parte del IV cantone, con capoluogo Diano Marina, della Giurisdizione del Capo delle Mele e dal 1803 centro principale della Giurisdizione degli Ulivi. Annesso al Primo Impero francese dal 13 giugno 1805 al 1814 fu inserito nel Dipartimento di Montenotte.
Nel 1815 il territorio calderinese fu inglobato nel Regno di Sardegna, così come stabilì il Congresso di Vienna del 1814, e successivamente nel Regno d'Italia dal 1861. Dal 1859 al 1926 il territorio fu compreso nel II mandamento di Diano Marina del Circondario di Porto Maurizio facente parte della Provincia di Porto Maurizio (poi Provincia di Imperia, dal 1923).
E nello stesso 1923 al comune di Diano Marina fu aggregata le municipalità di Diano Calderina (e di altri ex comuni) che fu assorbita nel territorio dianese quale frazione.

## Monumenti e luoghi d'interesse

### Architetture religiose
- Chiesa parrocchiale di San Giacomo. Al suo interno si conservavano un polittico del 1514 di ignoto pittore e una tela dell'Annunciazione di Domenico Fiasella, entrambi custoditi ora al museo diocesano di Albenga.

## Cultura

### Eventi
- Festa patronale di san Giacomo Apostolo (ricorrenza il 25 luglio) con caratteristica processione della statua del santo lungo le vie della frazione. Presso la casa parrocchiale esiste un locale sempre aperto per l'accoglienza di piccoli gruppi di pellegrini impegnati sul cammino verso Santiago di Compostela.
- La processione dell'Immacolata Concezione  si svolge la sera dell'otto dicembre lungo il "carruggio" centrale del borgo, illuminato da piccoli ceri colorati.
- Infiorata artistica del Corpus Domini realizzata sul sagrato e sulla piazzetta della chiesa parrocchiale.
- Durante i mesi di luglio e agosto vengono organizzate, a cura dell'Amministrazione comunale, serate culturali "Parole e musica sotto le stelle" con la partecipazione di artisti della musica e dello spettacolo.